# 老子 (書)

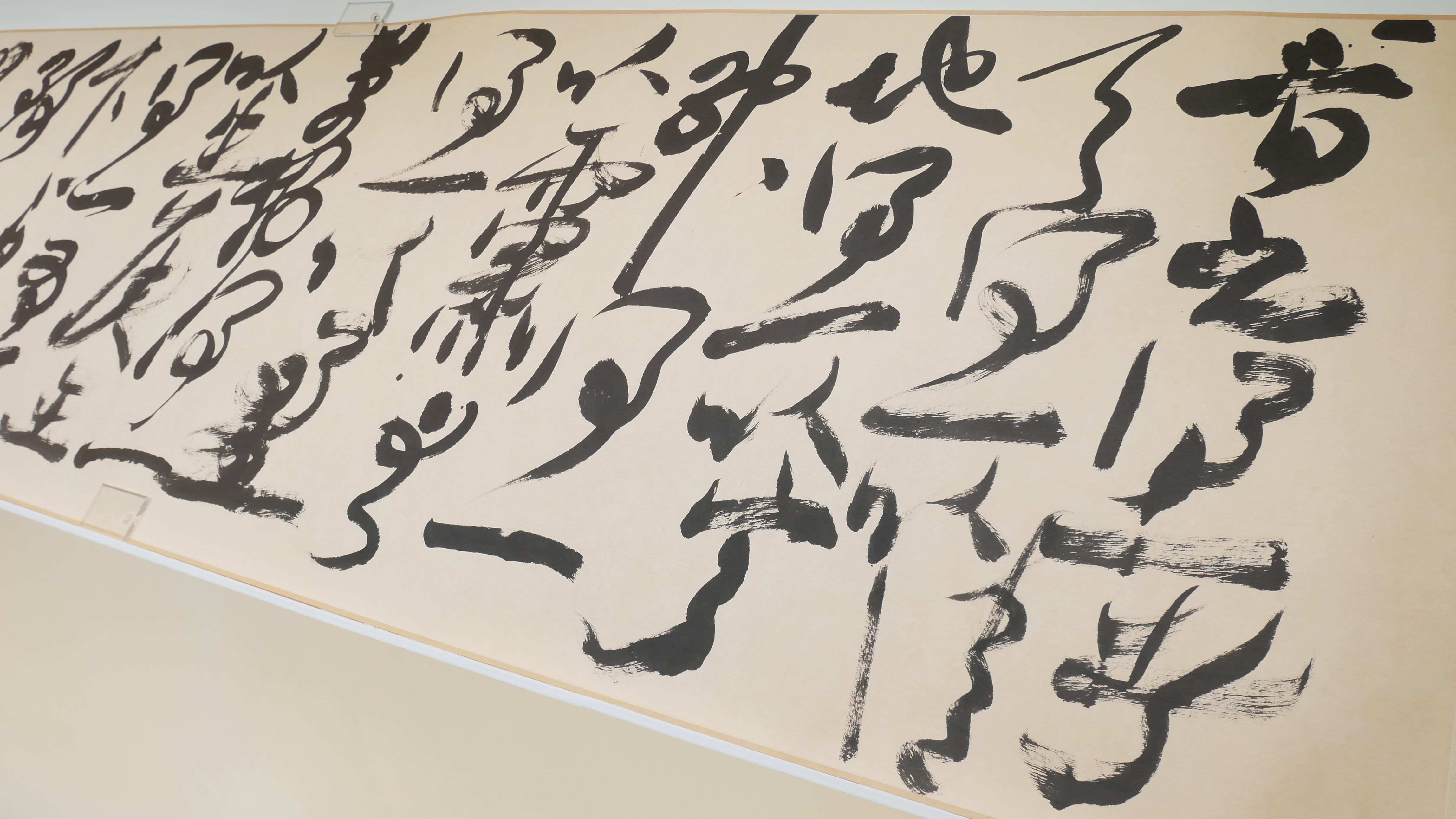
卜茲（陳宗琛）所書〈善貸且成手卷〉（桃園市立美術館藏）

《老子》，又名《道德經》，是先秦時期的古籍，相傳為春秋末期思想家老子所著。「完成於魯定公元年至魯定公五年或八年之間，也即前509年至前505年或前502年。」《老子》為春秋戰國時期道家学派的代表性經典，亦是道教尊奉的經典。至唐代，唐太宗命人將《道德經》譯為梵語；唐玄宗时，尊此经为《道德眞經》。
“老子言道德之意，著書上下篇”，據帛書本為上篇〈德〉、下篇〈道〉；通行本為〈道〉在上，〈德〉在下。上、下篇在各版本分章不定。通行本八十一章的分法，最早出自劉向《七略》、《老子河上公章句》，道經三十七章，德經四十四章。嚴遵《老子指歸》分為德經四十章，道經三十二章。馬王堆帛書本、郭店楚簡本有分章符號，但未形成今本「八十一章」的格局。北大漢簡本為德經四十四章，道經三十三章。
《道德經》以哲學意義之「道」與「德」為綱，論述修身、治國、用兵、養生之理，而多以政治為旨歸，對傳統思想、科學、政治、文學、藝術等領域產生了深刻影響。後世通行的註解本，以王弼《老子道德經注》、河上公《老子章句》流傳最廣。

## 作者身份及成書時間
學術界對《老子》的作者身份、成書及編譯時間持有不同的觀點。最古老的出土部份的寫作時間可以追溯到公元前四世紀末，但現今的專家認為《老子》的其他部份的寫作時間晚於《莊子》最早的部份的寫作時間。

## 名稱

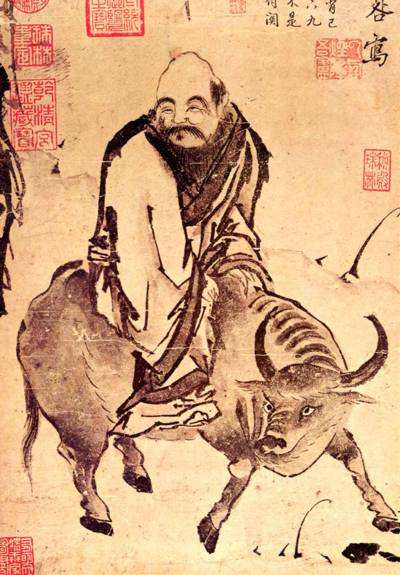
老子

相傳是老子留下約五千言的著作。關於本書作者，漢代以來傳統說法認是春秋末年老子所著，自民國初年疑古派學者開始，認為是戰國末期的人所作，假托為春秋時期的老子所作，馮友蘭等人持此種看法（由於郭店楚簡包括更早期版本的《老子》出土，該年代為戰國中期，因此馮等學者見解應屬謬誤）；胡適等人則認為這是春秋时期的作品。
《韓非子》出〈解老〉、〈喻老〉兩篇，當時或早之前，可能就以《老子》作為書名
司馬遷《史記·老子列傳》：“老子修道德，其學以自隱無名為務……老子乃著書上下篇，言道德之意五千餘言。”
據稱，汉景帝尊《老子》為經。稱《道德經》可能始於王弼、皇甫謐生活的魏晉時期。
《老子》本書後題以「經」名者，始見於《漢書·藝文誌》：「《老子鄰氏經傳》四篇，《老子傅氏經說》三十七篇，《老子徐氏經說》六篇，劉向《說老子》四篇。」。歷代文獻有：
- 西汉扬雄《漢志·蜀王本紀》：“老子為關尹喜著《道德經》”。
- 东汉明帝時，淳于恭「善說《老子》……進對陳政，皆本《道德》。」（《後漢書·淳于恭傳》）
- 东汉桓帝時，边韶作《老子銘》：“見迫遺言道德之經”。
- 葛玄《老子序》：「作道、德二篇五千文上下經焉。」
- 西晋皇甫谧撰《高士傳·老子李耳》：「作《道德經》五千餘言……以其年老，故號其書為《老子》。」
- 明代焦竑《老子翼》卷七：「《老子》之稱經，自汉景帝始」。

至唐代，唐太宗自認是老子李耳之後。唐高宗尊《道德經》與《孝經》並為上經。唐玄宗时，更尊此经为《道德真經》。

## 版本沿革

### 原文版本

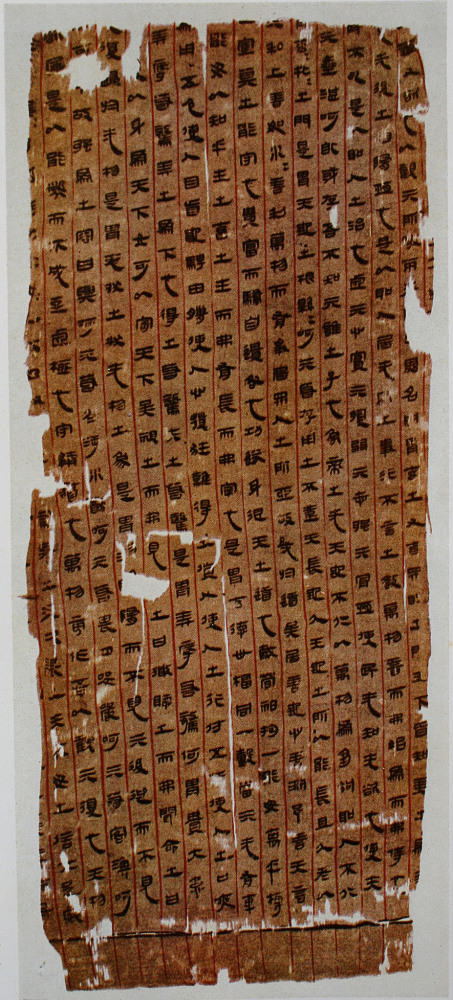
『老子』（馬王堆帛書）

由於古時經書的傳抄與刊印時有衍奪錯植的情況，故《老子》一書的版本問題極其複雜，例如包括傅本、河本、想本、王本、今本、郭店楚簡本、馬王堆漢墓本等不同年代王公貴族隨葬的《老子》版本。現在可以看到的最早期版本是1993年在湖北荊門郭店楚墓1號墓出土的竹簡本《老子》，比馬王堆帛書本的《老子》年代早100多年；其他版本如傅本、河本、想本、王本、今本都是漢代以後的版本。1973年在湖南長沙馬王堆漢墓3號墓出土的甲乙兩種帛書《老子》是西漢初年的版本，把《德經》放在《道經》之前，受到了學者的重視，所以现代很多学者称《老子》应该为《德道经》。2009年北大書西漢竹書《老子》現存竹簡221枚，5,300余字，其殘缺部分僅60余字，是迄今保存最為完整的簡帛《老子》古本。
- 郭店楚簡本，1993年10月湖北荊門郭店一號楚墓出土，1998年公布。為現今可見《老子》之最早版本，約在戰國中期。此摘抄本字數為通行本[17]五分之二。
  - 甲本，較接近祖本。
  - 乙本
  - 丙本，文句較為接近帛書本與通行本[17]。
- 马王堆帛書本，1973年湖南長沙馬王堆漢墓三號墓出土。《德經》在《道經》之前，無分章。
  - 甲本，甲本的文字介於篆隸之間，文字沒有避諱漢高祖劉邦的「邦」字，因此抄寫年代應在劉邦在位之前，即秦末漢初之際。[18]
  - 乙本，乙本的文字是隸書，避「邦」字諱，但並不避「盈」、「恆」字諱，因此應抄於劉邦在位時期。[18]
- 北大漢簡本，2009年1月北京大學入藏的一批寫於漢武帝前期的竹簡，是迄今為止保存最完整的西漢古本。《德經》在前，《道經》在後。
- 傳世本

### 注疏版本
唐代以後，河上公、王弼二注作為《道德經》的主要注本一直廣為流傳。
唐贞观二十一年（647年），译《道德经》为梵文，传入东天竺；唐开元二十二年（735），唐玄宗亲注《老子》。日本使者名代，请《老子经》及老子“天尊像”归国，对日本社会发展产生过影响。
历史上《道德经》注者如云，甚至有几位皇帝都为其作注。

#### 漢
- 《河上公章句》，成書於西漢至魏之間。向來為道教徒所重視而流傳日廣。唐初，官方教授的《老子》課本為《河上公章句》，至開元七年，才以唐玄宗《御注道德經》取代《河上注》(其所本經文仍為《河上注》)。[19]
- 《老子注》，漢長陵縣三老丘望之注，已佚。
- 《老子指歸》，西漢嚴遵（莊遵）注。
- 《老子想爾注》，東漢張道陵注。五斗米道以《老子五千文》為主要經典，《老子想爾注》便是五斗米道祭酒宣講《老子》的注釋本。

#### 魏晉南北朝
- 《老子注》，吳虞翻注，已佚。
- 《老子道德經注》，曹魏王弼注。「浙江書局」刻明華亭張之象本，此與《四部備要》本、《諸子集成》本同。[14]
- 《老子道德經注》，魏鍾會注，已佚。

#### 唐
- 《御注道德經》，唐玄宗撰。
- 《老子注》，唐成玄英注。
- 《道德真經傳》，唐陸希聲撰[20]。

#### 宋
- 《老子道德經古本集注》，宋范應元撰[20]。
- 《道德真經取善集》，宋李霖編[20]。
- 《老子解》，宋蘇轍編[20]。

#### 元
- 《道德真經註》，元吳澄撰[20]。

#### 明
- 《老子集解》，明薛蕙撰[20]。
- 《老子通》，明萬曆沈一貫撰。
- 《老子翼》，明焦竑撰[20]。

#### 清
- 《老子本義》，清魏源撰[20]。
- 《老子衍》，清王夫之編[20]。
- 《道德經注釋》，一名《道德經精義》，清黃元吉編[20]。

#### 近現代
- 《老子集訓》，陳柱注釋
- 《老子道德經 - 一个当代知名数据科学家的解析》2019 RM Publishing (RM 发表出版)[21]。
- 《老子道德經注校釋》，樓宇烈校釋。
- 《道德經論正》，葉原宏撰[22]。
- 《老子德道经》，熊春锦 校注 中央编译出版社 2006年，ISBN 9787802113220;[23]。
- 《帛書老子校注》，高明著 中華書局 2007年，ISBN 9787101013436
- 《老子德道经》，熊春锦 校注 国际文化出版公司 2020年, ISBN 9787512510043;
- 《老子〈德道经〉释译》，郭树芹，王胜著 中央编译出版社 2015年，ISBN 9787511727855

## 思想

### 宇宙觀
主条目：天
- “道生一、一生二、二生三、三生萬物。”
- “有物混成，先天地生。寂兮寥兮，獨立而不改，周行而不殆，可以為天下母。吾不知其名，字之曰道，強為之名，曰大。大曰逝，逝曰遠，遠曰反。故道大，天大，地大，王亦大。域中有四大，而王居其一焉。人法地，地法天，天法道，道法自然。”
- “無，名天地之始；有，名萬物之母。故常無欲，以觀其妙；常有欲，以觀其徼。此兩者同出而異名，同謂之玄。玄之又玄，眾妙之門。”
- “天下萬物生於有，有生於無。”
- “有無相生，難易相成，長短相較，高下相傾，音聲相和，前後相隨。”

### 人生論
主条目：德
老子主張尚古主義，從紛亂不安的生活轉向虛靜的道，人類的文明愈進展，離道的本性愈遠。所謂仁義智慧忠孝，都是「大道廢」後的發展，古時沒有其名目，卻有其實；後世空有其名，卻離其實甚遠。老子論生活，分為修己和治人兩方面。修己方面，主張不爭、無尤、任自然、尚柔弱、不以身先天下、知足知止。治人方面，老子主張統治天下的聖人須無欲「得一」，常使民無知，棄絕智慧。
有學者認為老子的說法「欠沉重」，有矛盾，治天下不能無所作為，保存生命即不能無欲，所謂無欲無為根本不能實現。老子反抗當時的文化、道德、政治，人民以智巧相欺，愈講道德仁義人生愈亂，於是感到教育、政治、智慧都沒有功效。這種主張出現在社會極亂的時代，可說是「亂世哲學」。
老子“修道而养寿”（司马迁语），他用自身实践来证明自己的人生观。《史记》说，老子活了一百六十多岁。老子叫老子，不是因为他姓老，而是因为他长寿，是有名的寿星公。

### 價值觀

#### 無、道、德
老子的價值觀由「無」、「道」、「德」三者所構成。
老子言「無」，嘗謂：「天下萬物生於有，有生於無。」當宇宙尚未形成，萬物不會存在，故稱「無」。天地初開，形成宇宙，故稱「有」。「萬物」由「有」所衍生，而「有」從「無」所衍生，天下萬物均起於「有」，而「有」又起源于「無」。
老子言「道」，嘗謂：「有物混成，先天地生，寂兮寥兮，獨立而不改，周行而不殆，可以為天下母，吾不知其名，字之曰道，強為之名曰大。」老子認為「道」是宇宙本體，乃萬物之根源，故謂：「道生一、一生二、二生三、三生萬物。」「道」生於天地萬物之先，獨立長存於萬物之外，不斷循環運行，遍及天地萬物，絕不止息。老子又認為「道」不可觸摸、莫可名狀，故謂：「無狀之狀，無物之泉。」只能用「道」來代表，亦可勉強稱為「大」。故謂：「道可道，非常道，名可名，非常名。無，名天地之始；有，名萬物之母。」意謂「道」是玄妙深奧的，常人難以理解及形容。若可用言語來描述「道」，就不是真正的「道」了。當宇宙萬物形成之際，人類會給萬物命名，但都不是事物真正的名字，因為天地萬物都是由「道」衍生出來的。人為自然萬物之一，故須遵守自然法則，故謂：「人法地，地法天，天法道，道法自然。」「道」賦予萬物生機而使各遂其生，故老子認為「道」是萬物的宗主。

#### 守柔
老子言「守柔」，嘗謂：「天下之至柔，馳聘天下之至剛。」「道」之所以能循環不息，因為「道」具備了柔弱的特質，故言：「弱者道之用。」老子以「水」作喻：「天下柔弱，莫過於水，而攻堅強者，莫之能勝，其無以易之。」又謂：「弱之勝強，柔之勝剛，天下莫不知，莫能行。」老子強調以柔制剛，認為「強梁者不得其死」，寓在教人謙卑遜讓，以退為進。人若如此，方可明哲保身，故謂：「知其雄，守其雌，為天下豁；為天下豁，常德不離，復歸於嬰兒。」含德之厚，比於赤子應抱持柔弱謙下之道，保持質樸本性。故謂：「飄風不終朝，驟雨不終日。」

#### 居後不爭
老子認為人應有「居後不爭」之心，嘗謂：「我有三寶，持而保之；一曰慈，二曰儉，三曰不敢為天下先。夫慈故能勇，儉故能廣，不敢為天下先，故能成器長。」只有寬容、儉樸、謙讓不爭的人，方能具備道德勇氣，進而博施於人，受人尊敬擁護而成大器。老子嘗謂：「聖人後其身而身先，外其身而身存。非以其無私耶，故能成其私。」只要人能捨棄爭先爭勝之心，深明「持而盈之，不如其己。揣而銳之，不可長保。金玉滿堂，莫之能守。富貴而驕，自遺其咎」之理。莫自恃聰明，鋒芒太露，應抱持以退為進的處世態度，從而達致「夫唯不爭，故天下莫能與之爭」的境界。

#### 寡欲
老子謂人應「寡欲」，故謂：「罪莫大於可欲，禍莫大於不知足，咎莫大於欲得。故知足之足，常足。」人若懷有「可欲」、「不知足」之心，則貪念自生。只有「知足」帶來的滿足感，才是真正的滿足。老子指出：「五色令人目盲，五音令人耳聋，五味令人口爽。」沉醉於聲色犬馬和口腹物慾會使人神昏意亂，使身體的感官和靈性受損。故老子要求人「寡欲」，故謂：「是以聖人去甚、去奢、去泰。」又謂：「善為士者不武。善戰者不怒。善勝敵者不爭。善用人者為之下。」於生活起居、待人處事應「見素抱樸，少思寡欲」，達致「知足不辱，知止不殆，可以長久」的境界。

### 政治觀

#### 無為
主条目：无为（道家）
“不尚賢，使民不爭；不貴難得之貨，使民不為盜；不見可欲，使民心不亂。是以聖人之治， 虛其心、實其腹、弱其志、彊其骨; 常使民無知無欲，使夫智者不敢為也，為無為，則無不治。”
“无为”，无成见而有作为。《淮南子·原道训》：“无为为之而合于道”。道家的“无为”，是清静自守之义，是道家以“道”修身所要达到的“合于道”、“以輔萬物之自然”而不敢擅自妄為的理想境界。即主觀上去除個人私慾及妄念，配合大環境整體各類生態演化之規律，即能從中體悟出循環不息、周而復始之“道”，反對各種智巧行為創造社會環境中的矛盾對立現象，從而在各類尚賢與崇富的競爭行為中惡性循環致生許多弊端；期以“人法地、地法天、天法道、道法自然”之概念，達到主觀上“無為”，客觀環境之自然循環“无不为”之和諧運作。

#### 善為下
“古之善為士者不武，善戰者不怒，善勝敵者不爭，善用仁者為下。是謂不爭之德，是以用人之力，是謂配天古之極。”
“用兵有言：「吾不敢為主而為客，不敢進寸而退尺。」是謂行無行，攘無臂，仍無敵，執無兵。禍莫大於輕敵，輕敵幾喪吾寶。故抗兵相加，則哀者勝。”

#### 大国与小国
小国寡民思想是老子在政治观的体现，“小”与“寡”为使动用法，即使国家小，人民少，更利于推行清静无为的政治。汉唐帝王们用“无为而治”“小国寡民”的道家理念，实现了文景和贞观之治等盛世。

### 知識論
“知人者智，自知者明。勝人有力，自勝者強。知足者富，強行有志。不失其所者久，死而不亡者壽。”
“聖人無心，以百姓心為心。善者吾善之，不善者吾亦善之，得善。信者吾信之，不信者吾亦信之，得信。聖人在天下，怵怵；為天下，渾其心。百姓皆注其耳目，聖人皆孩之。”
“知不知，上；不知知，病。是以聖人不病。以其病病，是以不病。”

### 方法论
有观点认为老子道论可以从纯粹的方法论的角度加以理解， 其论点大致如下：
第一，就其希腊语的本源涵义而言，“方法论”（methodology）也就是“道论”，词根meta在希腊语中即循、沿、随，hodos即路，“方法”也就是“人们所循沿的道路”。方法论或道论，就是关于目标及其实现途径的一般论述，是关于人或一般“行动体”（如一个人、一个家庭、一个国家、一家企业、一支军队、一项在建工程所组合的集群，甚至整个宇宙系统等）为达目的该如何取道的探究；
第二，“道”的本义是指人们循着它行走以便到达某一目的地的“道路”，是“运行之所遵循”，引申为人们行为处事所遵循的行为规范、行为准则、处事方法，系统的组织范式、运行的程序规则，以及各种存在物的运动规律等。谈道就是谈论在走向目标的进程中，我们“应该怎么走”；
第三，“德”的本义即“心、行之所陟”（德之字形由心、行、直构成，直通值、陟），是关于行动者的心境、行为在某一评价空间中到达哪里或站在哪里的判断。论德是评价、对比人们“走路的水平”怎么样；
第四，道论就是关于道与德的论述，是围绕着理想范式而进行的对行为的评说，是关于人或一般“行动体”该如何选择“道路”以便更好地达成“目的地”的探究。在其中，对道的选择指的是行动者对自身的行为方式的选择，而不是对身外的线路的划定；是对“走路方式”或“在途规范”的取舍，而不是对环境路况或身外之世界规律的把握。它是关于“我们应该怎么走”的评说与劝谕，而不是关于“它们在怎么走”的客观描写或具体叙事。它的着眼点在于考察行为方式—行为情态—行为结果之间的关联，继而确立一个理想范式以便一般行动体仿效、遵循，并不是讨论世界或客观存在以何方式运行的实证问题。
第五，道德经有许多后由科学家发展的方法及方法属性概述，如 哥德尔不完备性定理，潜变量方法和精神资本等等。

#### 观点举要
1. 老子道论的本质是：把平常的三维空间中的行走类推为“描述空间”或广义的“价值空间”中的“行走”。在平常三维空间中的居（或到）某地，在“描述空间”中就表现为有（或成）某名，在“价值空间”中则表现为具（或达）某德。所以，方法论问题在老子道论中也就是 “走路”的问题。走什么样的路、成为什么样的存在、追求什么样的目标，构成老子道论的基本内容。
2. 老子思想的整个体系可以在一个问题情境中展开。这个问题情境就是：一个待定的行为主体（可能是一个人、一家企业、一个国家、一支军队......）在未知或不确定的广大境域中走向它所认定的目标（可能很近很具体，也可能很远很模糊）的时候，应该采取何种“走路方式”以保证恒常行进？
3. 老子之道具有普通的类推潜力。在老子道论中，一个人该如何选择“道路”可以比拟类推出一个国家该如何选择“道路”，宇宙系统以怎样的运行方式而取得理想的存在形态可以比拟类推出一个社会该以怎样的方式组成，一个社会该如何修明它的政治可以类推出一个人该怎样修治其身，而一个人修身证道所获得的体验又可以引发对理想宇宙的深刻感悟。这就构成了老子之道的“一般套通性”。
4. 老子之道具有广泛的普适性。老子所讨论的道是“大道”、“常道”，是在广阔的领域和绵长的时间里都值得奉行的理想范式，是行动者行进于一切“事件丛林”都值得恒常持守的普遍行为规范。它超越于对具体环境或具体对象物的具体认知之上，因而也就适用于各种可能的情境。这就是老子之道的“恒常普适性”。
5. 老子道论具有“普世价值”的蕴涵。老子所主张的“应该”对各种行为主体适用也就对各国适用，它的“恒常普适性”决定它不局限于特定的历史时期，也不局限于特定的国情环境。当方法所服务的目标推向久远，方法论意义上的取舍可以接近于价值取向上的选择。一个既“大”又“常”的道，可以将广大领域与绵长时间范围里所有可行的目标纳入一个重新加以灵活考量的框架。这可以为普世价值的探究奠定一个更为明晰可靠的根基。

## 《老子》與儒家之間的關係
郭店楚簡本與現在通行的版本（如：王弼注本）有一個重要的不同之處：
第十八章記載：
「故大道廢，安有仁義。六親不和，安有孝慈。邦家昏亂，安有正臣。」（註：竹简中没有「智慧出，有大偽」。）
第十九章記載：
「絕智棄辯，民利百倍；絕巧棄利，盜賊無有；絕偽棄虑，民復季子。」
（註：此三言以为史不足，或令之有所屬：「视素保朴，少私寡慾。」）
以第十九章为例：
- 現在通行的版本（王弼注本）︰ 絕聖棄智，民利百倍；絕仁棄義，民復孝慈；絕巧棄利，盜賊無有。
  - 現在通行的版本要棄絕的對象，如上所列出的，有「聖」、「智」、「仁」、「義」、「巧」、「利」；
- 郭店楚簡本作︰絕智棄辯，民利百倍；絕巧棄利，盜賊無有；絕偽棄虑，民復季子。
  - 楚簡本當中要棄絕的對象，是「智」、「辯」、「偽」、「詐」、「巧」、「利」。

今本《老子》所提倡的絕棄「聖、智、仁、義」，在郭店楚簡中則是「智、辯、偽、詐」。有些學者據此主張，《老子》與儒家在倫理觀念上並不互斥，並且指出楚簡《老子》沒有將「禮」與「偽」兩者等同起來。直到戰國時期的中晚期，莊子才直接指斥儒家所提倡的「禮」為「偽」。

## 宗教界觀點

### 道教
《道德眞經》常被視作道教聖典，但作為學派的道家和作為宗教的道教意旨有別。作為道教基本教義的重要構成部份而言，《道德眞經》被道教視作重要的經典，而譽為「三洞之精華，一乘之奧旨」，《正統道藏》將道德真經收於洞神部本文類，並以《河上公章句》和《想爾注》作為重要的講本。作者老子被道教尊為至上三清尊神之一道德天尊的化身，又稱太上老君。道教吸納了道家的哲學思想，並且從道家的哲學思想中完善了道教的神學思想。

### 佛教
大乘佛教的一些信奉者認為老聃在《道德經》中表現出對世界深刻的認識，他們從其宗教信仰的角度出發，認為如果老聃在去世後沒能像釋尊那樣出離世間，其魂神至少也已經升入無色界天，一些信奉者更認為《道德經》思想與佛法相通丶 老聃已經成佛等等。
漢傳佛教開創者釋僧肇論師在年少時以抄書維生，因此精研《老子》和《莊子》，他對《老子》的評價是：「美則美矣，然棲神冥累之方，猶未盡善也。」後來在讀到大乘佛教典籍《維摩詰所説經》時，感到十分高興，感嘆道：「始知所歸矣。」因而決定出家。
信奉大乘佛教的大唐帝國典儀李師政在其作品〈辨惑一〉中表示其認為與大乘佛教典籍相比，《道德經》尚有不足之處，而且未曾談論關於來生的事情，李師政亦引用了孫吳尚書令闞澤所説的説話來表明他關於佛敎優於儒教及道教一説的立場：「孔老二家，比方佛法，優劣遠矣。何以言之？孔老設教，法天以制，不敢違天。諸佛説教，諸天奉而行，不敢違佛。」
漢傳佛教毗尼師 道宣在其作品《廣弘明集》中對《德道經》所提出的説法提出了一系列批駁意見。
生活於明末時期的漢傳佛教苾芻釋德清禪師採取「攝老入佛」這一方式來詮釋《老子》的思想，他聲稱如果要理解《老子》的思想的思想，就必須先熟悉《楞嚴經》等漢傳佛教教典的思想，基於禪宗所認可的真心一元論的立場，釋德清禪師把《老子》所講的道與《楞嚴經》所講的生出萬物的如來藏心相勾連，釋德清禪師聲稱老聃的修行次第高於孔丘的修行次第，其地位相當於小乘佛教的地位，但尚不及大乘佛教的地位，釋德清禪師所作的詮釋的特點是把三教的思想綰合於「唯心所識」這個主題，三者的修進階差雖各有次第，可被分別歸類為人乘、天乘及佛乘，但最後都能導向佛道，不論是儒家思想還是道家思想，最後都會被收攝在佛家思想中，宗教哲學家王慧茹副教授聲稱儘管釋德清禪師所作的詮釋與老莊思想有頗多未契之處，不過釋德清禪師本來就沒有採取揭示文本內容原意這一方式來作出詮釋，而是試圖以自創的詮釋方式來揭露對方思想的不足之處以克勝論敵，這種方式雖有限制，但仍有重要價值。

## 學術界觀點

### 与佛教教义之间的对比
厦門大學碩士研究生周潔在〈《道德经》与佛教思想之比较浅探〉一文中表示他認為《道德經》是一部具有系統性的哲學書籍，並且引述了古時的一些著名佛學家 如漢傳佛教禪師憨山德清的作品內容來表明當時漢傳佛教的一些信奉者對於《道德經》的看法，作者表示 他認為雖然《道德經》思想與佛敎教義有不少相似之處，但是在見地上，佛敎教義比它更加具全面性和更有深度，他引述了漢傳佛教創立者釋吉藏的作品內容，聲稱《道德經》缺乏對因緣的觀察，因此其關於道的觀念不像作為大乘佛教教義一部份的空性論那麼有深度，而且《道德經》對苦的定義僅僅限制在禍福層面之上，因此不像佛敎那樣認為苦痛的根源是我執，此外, 《道德經》也沒有關於無我的觀念，僅僅提倡無私，沒有佛敎那種「我不入地獄, 誰入地獄」的慈悲精神，而且《道德經》主張與天道合一，這種主張也不為佛敎所認可，原因是這種修行方式無法使修行者達至湼槃的境界，在其他很多方面上，《道德經》思想與佛敎教義之間仍有不少差異，因此綜上所述，從佛敎的角度來看，《道德經》思想只是屬於人天乘的思想，仍然遠遠不及屬於菩薩乘的大乘佛教教義。

## 外文翻譯與關注

### 大唐帝國宣揚《道德經》思想
647年（唐朝貞觀二十一年），唐太宗下令玄奘和道士成玄英將《道德經》翻譯為梵文，傳入印度。這是翻譯《道德經》的開端。
735年（唐開元二十三年），唐玄宗親注《老子》。日本使節名代，請《老子經》及雕刻了太上老君形象的“天尊像”歸國。

### 歐美人對《老子》的研究
16世纪開始，隨着法國、意大利、比利時等國的基督敎傳教士來到中國，《老子》一書從此傳至歐洲。十七至十八世纪，歐洲哲學界中開始出現老子的名字。1817年，法國學者朱利安出版《道德經》法文譯本，勒木薩1823年撰寫了《老子傳》。勒木薩聲稱老子是一位“真正的哲学家、有見識的倫理學家、善言的神學家和形而上学家”，又聲稱 其風格與柏拉图的作品風格一樣崇高，“道”這一概念概念與希臘哲學家所説的“邏格斯”十分相似。英国人倭妥玛1870年于香港出版了一种英译本，其译文及讨论一同出版为《老子：中国哲学研究》（Lao-Tzû 老子. A Study in Chinese Philosophy）。
20世紀英國科學家李约瑟一生研究中國，對中國文化情有獨鍾，他說，中國文化就像一棵參天大樹，而這棵參天大樹的根在道家。他相信老子、道家在中國文化中的重要地位，晚年自稱是“名譽道家”、“十宿道人”。

### 科学家對於《老子》的看法
日本物理學家汤川秀树推崇老子哲學，他認為：「早在二千多年前，老子就已經預見到了今天人類文明的狀況，甚至已經預見了未來人類文明將要達到的狀況。」他表示自己對科學技術的發展造成人與自然越來越疏遠的現狀深感憂慮。
美國著名哲学家弗裏肖夫·卡普拉著有《物理學之道》一書，他表示自己認為中國道家思想在許多方面上與關於高能物理現象的現代物理學理論有著深刻的相似性。然而，該書在受到一些學者的讚譽的同時，也受到另一些學者的抨擊。卡普拉對其中一些抨擊意見作出了回應。
據著名數學家陈省身表示，理論物理學家爱因斯坦也有收藏《道德經》，他提到自己曾經到爱因斯坦家作客，他表示自己記得當時書架上僅有的幾本書就包括《道德經》的德文譯本。

## 後世評價

### 正面評價
著名哲學家卡普拉在《非凡的智慧》一書中聲稱：「在許多偉大的傳統中，中國道家為我們提供了最深刻的、最完美的生態智慧。」

### 負面評價
著名民運人士劉曉波博士在1996年11月26日撰文批評老聃，他表示 自己認為老聃是陰謀家，《老子》一書實際上是服務於政治權術的，獲取了這種知識的歷代聖賢便能夠玩弄權術，歷代帝王都高舉老聃所舉揚的「無私」大旗以謀取最大的私利，就是試圖把作為最大的公器的統治權力變為個人、家族或政黨所擁有的私產，另一方面，劉博士讚揚道家的另一位重要代表人物莊子，他表示自己認為莊子是一位「誠實的悲觀主義者與避世主義者」，但即使他對莊子持正面看法，他仍然認為莊子的品格缺乏「蘇格拉底或耶穌式人格的那種悲愴的高貴之美」。

### 中立評價
哲學家陳金樑教授詳細分析了《老子》各方面的哲學思想，陳金樑表示他認為《老子》一書最初主要面向統治者，但考慮到當時的社會局勢，由於各個學派都希望得到統治者的支持，因此向統治者獻策這一行為是十分普遍的，在關於無為的方面上，陳金樑表示他認為《老子》中的「剛」和「柔」沒有高下之分，原因是《老子》一書的重點思想是消除作為極端二元論產物的「價值 歧視」，在進行詳細的分析後，陳金樑得出的結論是 《老子》所提出的説法並不清晰，但陳金樑聲稱 清晰度不是其價值所在，《老子》的價值在於其具開創性的見解，因此才會吸引後世眾多專家致力於詮解《老子》的內容。

### 引用
1. ↑  阎纯德：《汉学研究》 第8期 第459页 9 《马王堆本〈老子〉及其文献流传的线索》 中华书局, 2004
2. ↑  朔雪寒：《《老子》成書時間考》第111頁至第112頁，一個人出版，2017
3. ↑   謝守灝《混元聖紀》引《七略》：「劉向讎校中《老子》書二篇，太史書一篇，臣向書二篇，凡中外書五篇，一百四十二章。除複重三篇六十二章，定著八十一章。《上經》第一，三十七章；《下經》第二，四十四章。」
4. ↑  尹振環.  (PDF).   [2015-11-30]. （原始内容存档 (PDF)于2021-05-20）.
5. ↑  寧鎮疆.  (PDF). 漢學研究. 2006, 24 (2)  [2015-11-30]. ISSN 0254-4466. （原始内容存档 (PDF)于2021-01-28）.
6. 1 2  . 光明日報. 2013-02-25  [2015-11-30]. （原始内容存档于2020-10-10）.
7. ↑  Eliade (1984), p. 26
8. ↑  Chan, Alan. . Zalta, Edward N.  (编).  Winter 2018. Metaphysics Research Lab, Stanford University. 2018  [2023-09-17]. （原始内容存档于2023-08-15）.
9. ↑  Creel 1970, What is Taoism? 75
10. ↑  胡適中國古代哲學史。
11. ↑  譚寶剛. . （原始内容存档于2015-12-08）.《呂氏春秋》高誘注云「老子到，喜悅之，請著《上至經》五千言而從之遊也。」馬敘倫先生以為，《上至經》為《上下經》之訛
12. ↑  明代焦竑《老子翼》卷七：「《老子》之稱經，自漢景帝始」。
13. ↑  谭宝刚. . 学术论坛. 2007, (05): 46–49. ISSN 1004-4434. doi:10.16524/j.45-1002.2007.05.011. CNKI XSLT200705010. （原始内容存档于2015-12-08）.
14. 1 2  [魏]王弼注.樓宇烈校釋（2008）。
15. ↑  https://v.qq.com/x/page/u0936rlo0hk.html?start=0 （页面存档备份，存于）
 为何《老子》应该被称为《德道经》听马王堆发掘组长怎么说 [视频][來源可靠？]
16. ↑  http://v.qq.com/vplus/4557584a71ec5a288cd6e6189ae90664?page=video
 为何《老子》应该被称为《德道经》听马王堆发掘组长怎么说 [视频]
17. 1 2  王弼本
18. 1 2  http://beaver.ncnu.edu.tw/projects/emag/article/200709/%E9%81%BF%E8%AB%B1%E5%AD%97.pdf （页面存档备份，存于） 陳育民,《校勘《老子》「避諱字」二則》
19. 1 2  王卡（點校），1997。
20. 1 2 3 4 5 6 7 8 9 10  http://ctext.org/library.pl?if=gb&node=11591 （页面存档备份，存于） 中國哲學書電子化計劃
21. ↑  .   [2021-01-03]. （原始内容存档于2021-04-21）.
22. ↑  . 道德經論正. 一個人. 2020  [November 18, 2022]. （原始内容存档于2022-11-18） （中文）.
23. ↑  http://dedaojing.org （页面存档备份，存于） 《老子德道经》 熊春锦校注
24. ↑  許地山 1934，第35-36頁.
25. ↑  許地山 1934，第36-39頁.
26. ↑  莲龙居士. . 2013. ISBN 978-1466990517.[來源可靠？]
27. ↑  广西师大社《老子感悟》
28. ↑  .   [2021-01-03]. （原始内容存档于2021-04-21）.
29. ↑  .   [2010-02-01]. （原始内容存档于2022-07-15）.
30. ↑  徐文武. . 江漢論壇. 2004, (4): 75-79  [2020-11-20]. ISSN 1003-854X. doi:10.3969/j.issn.1003-854X.2004.04.020. （原始内容存档于2022-11-18）.
31. ↑  
《洞真太上太霄琅書》：「《五千文》包羅備周，眾經祖宗，三洞支條，先分後合，終歸道德，乃極一源也。」

張萬福《傳授三洞經戒法籙略說》：「夫五千文，蓋三洞之精華，一乘之奧旨，理身理國，遣有歸無，言象莫詮，尋繹難極，而百王楷式，千劫不刊之文也。故太極左右官得道諸仙，及太玄都山聖真，常研味道德，誦詠幽玄矣。凡夫得之，清齋千日，誦之萬遍，雲龍下迎，仙童侍衛，萬劫長存之術耳。」

張伯端《悟真篇》：「陰符寶字逾三百，道德靈文滿五千。今古上仙無限數，盡從此處達真詮...故道德、陰符之教，得以盛行於世矣，蓋人悅其生也。然其言隱而理奧，學者雖諷誦其文，皆莫曉其義。若不得至人授之口訣，縱揣量百種，終莫能助其功而成其事。」
32. ↑  張超然.  (PDF). 輔仁宗教研究. 2013, 27: 63–92  [2017-10-31]. （原始内容 (PDF)存档于2017-11-07）.
33. ↑  《傳授經戒儀注訣》：「老君者，得道之大聖，幽顯所共師者也。應感則變化隨方，功成則隱淪常住，住無所住，常無不在，不在之在，在乎無極，無極之極，極乎太玄。」

《雲笈七籤》：「三氣混沌，凝結變化，五色玄黃，大如彈丸，入玄妙口中。玄妙因吞之，八十一年乃從左腋而生。生而白首，故號為老子。老子者，老君也。此即道之身也，元氣之祖宗，天地之根本也。夫大道玄妙，出於自然，生於無生，先於無先，挺於空洞，陶育乾坤，號曰無上正真之道。神奇微遠，不可得名。」

王契真《上清靈寶大法》：「道德天尊，九仙教主，道之始炁，以教言之，自元始至此爲洞神，曰太清金闕後聖玄元道君太清仙王禀元皇虚皇之誥，宣三洞四輔之文，随方應化，演教傳經，今古尊崇，萬方欽仰，自三皇以來，宣說靈寶之經，萬世度人無量，天人崇位，雙皇封尊，爲太上老君者是也，居太清仙境。」
34. ↑  孔鯡. .
35. ↑  . 博客來.   [2023-09-20].
36. ↑  《高僧傳》〈卷六〉記載：「釋僧肇，京兆人。家貧以傭書為業，遂因繕寫，乃歷觀經史，備盡《墳籍》。志好玄微，每以莊老為心要。嘗讀老子《道德》章，乃歎曰：『美則美矣，然棲神冥累之方，猶未盡善。』後見舊《維摩經》，歡喜頂受，披尋翫味，乃言『始知所歸矣』，因此出家。」
37. ↑  〈辨惑一〉記載：「傅氏譽老子而毀釋迦丶 讚道書而非佛教，餘昔同此惑焉，今又悟其不然也。夫釋老之為教，體一而不二矣。同蠲有欲之累，俱顯無為之宗。老氏明而未融。釋典言臻其極。道若果是, 佛固同是而無非。佛若果非, 道亦可非而無是。」
38. ↑  〈辨惑一〉 記載：「夫生死無窮之緣。報應不朽之旨，釋氏之所創明，黃老未之言及。不知今之道書，何因類於佛典，論三世以勸戒丶 出九流之軌躅。若目睹而言之，則同佛而等其照；若耳聞而放之，則師佛而遵其説。同照則同不當非，於師則師不可毀，譽道而非佛, 何謬之甚哉？」
39. ↑  〈辯惑一〉記載：「吳尚書令闞澤對吳主孫權曰：『孔老二家，比方佛法，優劣遠矣。何以言之？孔老設教，法天以制，不敢違天。諸佛說教，諸天奉而行，不敢違佛。以此言之，實非比對。』愚謂闞子斯論，知優劣之一隅矣。凡百君子，可不思其言乎？」
40. ↑  《廣弘明集》〈卷五〉記載：「道經云：『故常無欲以觀其妙，故常有欲以觀其徼。此兩者同出而異名，同謂之玄。玄之又玄，眾妙之門。』

舊說及王弼《解》，妙謂始，徼謂終也。夫觀始要終，睹妙知著，達人之鑒也。既以欲澄神，昭其妙始，則自斯以已，宜悉鎮之。何以復須有欲，得其終乎？宜有欲俱出妙門，同謂之玄。若然，以往復何獨貴於無欲乎？

『天下皆知美之為美，斯惡已；皆知善之為善，斯不善已。』

盛以為：夫美惡之名，生乎美惡之實。道德淳美則有善名，頑嚚聾昧則有惡聲。故《易》曰：『惡不積，不足以滅身。』又曰：『美在其中，暢於四支而發於事業。』又曰：『《韶》盡美矣，未盡善也。』

然則大美大善，天下皆知之，何得云斯惡乎？若虛美非美，為善非善，所美過美，所善違中，若此皆世教所疾。聖王奮誠天下，亦自知之。於斯談：『不尚賢，使民不爭；不貴難得之貨，使人不盜。常使民無知無欲，使知者不敢為。』

又曰：『絕學無憂。唯之與阿相去幾何？善之與惡相去何若？』

下章云：『善人，不善人之師，不善人，善人之資。不貴其師，不愛其資，雖知大迷。』盛以為民苟無欲，亦何所師於師哉？既相師資，非學如何？不善師善，非尚賢如何？貴愛既存，則美惡不得不彰，非相去，何若之謂？又下章云：『人之所教，我亦以教人。吾言甚易知，而天下莫能知。』

又曰『吾將以為教父』。原斯談也，未為絕學。所云絕者，堯孔之學耶？堯孔之學，隨時設教；老氏之言，一其所尚。隨時設教，所以道通百代；一其所尚，不得不滯於適變。此又嚚弊，所未能通者也。

『道衝而用之又不盈，和其光，同其塵。』盛以為老聃可謂知道，非體道者也。昔陶唐之蒞天下也，無日解哉，則維昭任眾，師錫匹夫，則？然授禪，豈非衝而用之，光塵同彼哉？伯陽則不然，既處濁位，復遠導西戎，行止則昌狂其跡，著書則矯誑其言，『和光同塵』，固若是乎？余固以為知道，體道則未也。道經云：『三者不可致詰，混然為一。繩繩兮不可名，復歸於無物。無物之象，是謂忽恍。』

下章云：『道之為物，惟恍與忽，忽兮恍兮，其中有象；恍兮忽兮，其中有物。』此二章或言無物，或言有物，先有所不宜者也。

『執古之道，以御今之有。』上章：『執者失之，為者敗之。』而復云執古之道，以御今之有，或執或否，得無陷矛盾之論乎？『絕聖棄智，民利百倍。』

孫盛曰：『夫有仁聖必有仁聖之德跡，此而不崇，則陶訓焉融？仁義不尚，則孝慈道喪。老氏既云絕聖，而每章輒稱聖人；既稱聖人，則跡焉能得絕？若所欲絕者，絕堯、舜、周、孔之跡，則所稱聖者，為是何聖之跡乎？即如其言，聖人有宜滅其跡者，有宜稱其跡者，稱滅不同，吾誰適從？』

『絕仁棄義，民復孝慈。』

若如此談，仁義不絕，則不孝不慈矣。復云：『居善地，與善仁。』不審『與善仁』之仁，是向所云欲絕者非耶？如其是也，則不宜復稱述矣；如其非也，則未詳二仁之義。一仁宜絕，一仁宜明，此又所未達也。若謂不聖之聖，不仁之仁，則教所誅，不假高唱矣。」
41. ↑  王慧茹. . 《宗教哲學》. 2024-06-25, (108): 43-61  [2025-04-01]. doi:10.6309/JORP.202406_(108).0003 –華藝線上圖書館.
42. ↑  周潔.  (PDF). 金陵科技學院學報（社會科學版）. 2009, 23 (2): 45-49 –中文科技期刊数据库.
43. ↑  刘县书. . 《创造力与直觉》《旅人———一个物理学家的回忆》汤川秀树著 河北科学技术出版社 2000年9月 (《中国青年报》). 2000-12-07  [2014-03-02]. （原始内容存档于2005-09-13）.
44. ↑  Capra, Fritjof (1989). Howling with the Wolves. Werner Heisenberg, from "Uncommon wisdom: conversations with remarkable people". Toronto; New York : Bantam Books. http://www4.westminster.edu/staff/brennie/wisdoms/uncowisd.htm
45. ↑  .   [April 13, 2010]. （原始内容存档于October 9, 2010）.
46. ↑  Capra, Fritjof. . 1991. ISBN 0877735948.
47. ↑  Leon Lederman. . New York: Bantam Doubleday. 1993: 189–193. ISBN 0-385-31211-3.
48. ↑  Eric R. Scerri. . American Journal of Physics. 1989, 57 (8): 687–692. Bibcode:1989AmJPh..57..687S. S2CID 121572969. doi:10.1119/1.15921.
49. ↑  Peter Woit. . Basic Books. 2006: 141–145. ISBN 978-0-465-09275-8.
50. ↑  Capra, Fritjof. . Fritjof Capra. 2019-05-08  [21 October 2022] （英语）.
51. ↑  张奠宙; 王善平. .  1. 天津南开区卫津路94号: 南开大学出版社. 2004: 104. ISBN 7-310-02160-6 （中文（中国大陆））.
52. ↑  劉曉波. . 刘晓波-刘霞网站. 1996-11-26  [2023-09-20]. （原始内容存档于2016-07-03）.
53. ↑  Chan, Alan. . Zalta, Edward N.  (编).  Winter 2018. Metaphysics Research Lab, Stanford University. 2018  [2023-09-17]. （原始内容存档于2023-08-15）.

## 研究書目
- Robert G. Henricks（韓祿伯）著. . 余瑾 譯. 北京: 學苑出版社. 2002. ISBN 9787800600111.
- 熊春锦校注. . 北京: 中央编译出版社. 2006. ISBN 9787802113220.
- 熊春锦校注. . 北京: 国际文化出版公司. 2020. ISBN 9787512510043.
- 郭树芹，王胜著. . 北京: 中央编译出版社. 2015. ISBN 9787511727855.

## 延伸阅读
[在维基数据编辑]
 在维基文库阅读本作品原文（ 在维基共享资源阅览影像）
 《老子 (匯校版)》
 《老子 (帛書本)》
 《老子道徳經 (四庫全書本)》
 《老子河上公章句》（介绍）
 《欽定古今圖書集成·理學彙編·經籍典·老子部》，出自陈梦雷《古今圖書集成》

## 外部連結
- 《老子道德经（老子河上公注）》原文及译文 （页面存档备份，存于）
- Lǎozĭ  Dàodéjīng （页面存档备份，存于） [Dàodéjīng Chinese + English + German by Dr. Hilmar Alquiros （中文） Lǎozǐ （中文）]（繁體中文）（英文）（德文）
- 老子公案徹底了結 （页面存档备份，存于）
- 《老子》成書時間考與其他 （页面存档备份，存于）
- 简帛本老子道德经 （页面存档备份，存于）
- 《道德經論正》〈先秦諸子與老子〉徵引文獻表 （页面存档备份，存于）
- 《道德经》 （页面存档备份，存于）（简体中文）
- 王弼 （页面存档备份，存于）、河上公 （页面存档备份，存于）、郭店 （页面存档备份，存于）、及馬王堆 （页面存档备份，存于）老子原文 - 中國哲學書電子化計劃
- 郭店,马王堆等各种资料，解读 （页面存档备份，存于）
- 道德经 翻译
- 老子道德經: A paragon ebook （页面存档备份，存于）, LAO ZI most-comprehensive ebook for FREE in PDF & HTM format, contains 50 translations in 6 different layouts, by Sanmayce.
- 老子神學院（原始連結已經失效）
- 英譯 老子 道德經  (王弼版本) （页面存档备份，存于）
- 道德經版本：王弼、河上公、傅奕、馬王堆甲、馬王堆乙、郭店 （页面存档备份，存于）
- Alan Chan：Laozi

### 對《老子》的研究

#### 內容
- 傅佩榮：〈《老子》首章的文義商榷 （页面存档备份，存于）〉。
- 池田知久：〈《老子》的形而上学与“自然”思想 （页面存档备份，存于）〉。
- 池田知久：〈《老子》的形而上学与存在论——基于出土资料本《老子》 （页面存档备份，存于）〉。
- 池田知久：〈《老子》的「道器論」——基於馬王堆漢墓帛書本 （页面存档备份，存于）〉。
- 池田知久：〈《老子》的养生思想 （页面存档备份，存于）〉。
- 韓祿伯：〈治國大綱－－試讀郭店《老子》甲組的第一部分 （页面存档备份，存于）〉。
- Hans-Georg Moller：〈《道德經》哲學思想結構 （页面存档备份，存于）〉。
- 何炳棣：〈中国思想史上一项基本性的翻案：《老子》辩证思维源于《孙子兵法》的论证 （页面存档备份，存于）〉。
- 曹峰：〈«老子»生成论的两条序列 （页面存档备份，存于）〉。
- 曹峰：〈论《老子》的“天之道” （页面存档备份，存于）〉。
- 曹峰：〈《老子》首章与“名”相关问题的重新审视 （页面存档备份，存于）〉。
- 安乐哲：〈《道德经》与关联性的宇宙论－－一种诠释性的语脉 （页面存档备份，存于）〉。
- 金谷治：〈“無”的思想之展開——從老子到王弼 （页面存档备份，存于）〉。
- 艾蘭：〈《老子》與《孟子》中的基本喻象 （页面存档备份，存于）〉。
- 熊春锦：〈《老子·德道經》帛書本校勘说明 （页面存档备份，存于）〉。

#### 文本
- 谷中信一：〈郭店《老子》看今本《老子》的完成〉 （页面存档备份，存于）（2011）
- 池田知久：〈尚處形成階段的《老子》最古文本－－郭店楚簡《老子》 （页面存档备份，存于）〉。
- 雷敦龢：〈郭店《老子》：一些前提的討論 （页面存档备份，存于）〉。
- 金谷治：〈關於帛書《老子》——其資料性的初步探討 （页面存档备份，存于）〉。
- 韓祿伯：〈再論《老子》的分章問題 （页面存档备份，存于）〉。
- 羅浩：〈郭店《老子》對文中一些方法論問題 （页面存档备份，存于）〉。
- 沈善增《还吾庄子》的卓特成就简评 （页面存档备份，存于） 周锡山
- 《老子道德經．金山神學版》.葉金山.
- 近三十年來《老子》文本考證與研究方法述評——兼與韓國良先生商榷 蕭無陂
- 張峻源:老子《道德經》與《論語》的教育思想之比較  （页面存档备份，存于）
- Foreignization of Tao Te Ching Translation in the Western World （页面存档备份，存于）
- 熊春锦：《老子·德道經》實踐的十善利益 （页面存档备份，存于）（2006）
- 熊春锦：《老子·德道經》附註：關於“祭”與“然”的考證關於“祭”與“然”的考證 （页面存档备份，存于）（2006）
- 熊春锦：《老子·德道經》主要參考文獻書目 （页面存档备份，存于）（2006）